# Saponite
La saponite (simbolo IMA: Sap) è un minerale piuttosto raro del gruppo della smectite appartenente alla classe minerale dei "silicati e germanati" con composizione chimica Ca0,25(Mg,Fe)3((Si,Al)4O10)(OH)2 • n(H2O) e quindi, da un punto di vista chimico, è un silicato di magnesio contenente acqua con ioni idrossido aggiuntivi. In tedesco la saponite è chiamata anche pietra ollare.
Strutturalmente appartiene ai fillosilicati.

## Etimologia e storia
Una prima, anche se imprecisa, menzione del minerale risale al 1758 nell'opera di Axel Fredrik Cronstedt Versuch einer neuen Mineralogie nella descrizione dei diversi tipi di minerali argillosi. Come sottospecie delle argille "fossilizzate", è descritta come densa e molle (particulis impalpabilibus mollis). Altri nomi includono brianzon cretaceous, smectis e creta brianzonica. È anche conosciuto come walkerthon (in inglese) e può essere di colore bianco (campioni provenienti da Land's End in Cornovaglia), giallo, rosso e bianco (per campioni provevienti dalla Svizzera).
Il termine saponite deriva dalla parola latina sapo ('sapone') ed è ancora valido oggi; è stato coniato nel 1830 da Lars Fredrik Svanberg (1805-1878) ed è anche un'allusione alla sensazione di sapone e grasso che dà il minerale quando viene toccato. Svanberg fornisce anche una descrizione iniziale completa del minerale, inclusa una formula chimica approssimativa.
La località tipo per la saponite è considerata Lizard Point in Cornovaglia.
Il campione tipo, cioè i campioni di minerali provenienti dalla prima località, è disponibile presso l'Università di Freiberg con il numero di catalogo 44591.

## Classificazione
Nella Sistematica dei lapis (Lapis-Systematik) di Stefan Weiß al minerale è stato assegnato il sistema nº VIII/H.20-20. In questa sistematica ciò corrisponde alla classe dei "fillosilicati" e alla sottoclasse dei "fillosilicati simili alla mica con gruppi [Si4O10]4− e simili". La saponite forma un gruppo distinto, ma senza nome, insieme a hectorite, ferrosaponite, sauconite, spadaite, stevensite e zincsilite.
La nona edizione della sistematica minerale di Strunz, valida dal 2001 e aggiornata dall'Associazione Mineralogica Internazionale (IMA) fino al 2009, elenca la saponite nella classe "9. Silicati (germanati)" e nella sottoclasse "9.E Fillosilicati"; questa è ulteriormente suddivisa in base alla struttura del minerale, in modo che la saponite possa essere trovata nella sezione nº 9.EC.45 insieme a ferrosaponite, swinefordite, sauconite, hectorite, spadaite, stevensite e zincsilite.
Tale classificazione è mantenuta anche nell'edizione successiva, proseguita dal database "mindat.org" e chiamata Classificazione Strunz-mindat.
Anche la sistematica dei minerali secondo Dana, che viene utilizzata principalmente nel mondo anglosassone, classifica la saponite nella classe dei "silicati e germanati" e lì nella sottoclasse dei "minerali fillosilicati"; qui è nel "gruppo della smectite (smectite triottaedrica)" con il sistema nº 71.03.01b all'interno della suddivisione dei "fillosilicati: strati di anelli a sei membri con minerali argillosi 2:1".

## Abito cristallino
La saponite cristallizza nel sistema monoclino nel gruppo spaziale C2/m (gruppo nº 12) con i parametri reticolari a = 5,3 Å, b = 9,14 Å, c = 16,9 Å e β = 97°, oltre a 2 unità di formula per cella unitaria. La saponite è un minerale argilloso 2:1 ed è costituita da due strati di silicato che racchiudono uno strato di idrossido di magnesio. Il silicio è tetraedrico e circondato da quattro atomi di ossigeno. Questi tetraedri sono collegati da tre atomi di ossigeno per formare uno strato di silicato. Il magnesio è ottaedrico e circondato da 6 atomi di ossigeno, ognuno dei quali forma un angolo di un tetraedro silicato, e due gruppi OH.

## Proprietà
In acqua, gli strati intermedi si gonfiano e la saponite si scompone in singoli strati e conglomerati; si dissolve facilmente anche in acido cloridrico caldo, ma si decompone più lentamente in acido solforico freddo.
Allo stato umido, il minerale è plasticamente deformabile, ma reagisce in modo fragile dopo l'essiccazione.
Con una durezza Mohs da 1 a 2, la saponite è uno dei minerali morbidi che può essere raschiata o graffiata con un'unghia, in modo simile al talco, minerale di riferimento. Secondo il suo primo descrittore, Svanberg, il minerale è così morbido che "di solito può essere steso come il burro, motivo per cui alcuni minatori, quando lo incontrarono per la prima volta, credettero di aver trovato una sostanza che potesse sostituire il burro, ma con loro stupore scoprirono presto che era completamente diverso da esso".
Nell'aria, tuttavia, il minerale si indurisce gradualmente e infine si disintegra in gran parte in polvere sciolta una volta essiccato.

## Modificazioni e varietà
Varietà note di saponite sono:
- la sobotkite, di colore rosa-rosso, ricco di alluminio, che si trova preferibilmente nella regione di Tarapacá in Cile.[5][12]
- la cardenite ricca di calcio[17]
- una ferrisaponite nota come griffithite (nota anche come lembergite[17]) trovata nei grani di basalto di Griffith Park (Los Angeles, Stati Uniti)[16]
- la bowlingite, uno pseudomorfismo da saponite a olivenite.[18]

La medmontite, d'altra parte, non è come si suppone una saponite contenente rame, ma una miscela di crisocolla e vari minerali argillosi.
La zebedassite è un silicato idrato di magnesio e alluminio con formula chimica 4H2O.Al2O3.5MgO.6SiO2). In un primo tempo è stata classificata come nuova specie di minerale, ma successive analisi hanno dimostrato che si tratta in realtà di saponite.
Prende il nome dalla località di Zebedassi, frazione di Montemarzino, in provincia di Alessandria, dove, alle pendici del poggio Brienzone, ne era presente una cava sfruttata dagli anni '20 agli anni '50 del XX secolo per ottenere materiale da costruzione e per massicciate ferroviarie.

## Origine e giacitura
La saponite si forma idrotermalmente in vene e geodi di vulcaniti (solitamente basalti) o serpentiniti. I minerali di accompagnamento includono calcite, celadonite, varie cloriti, dolomite, epidoto, rame nativo, ortoclasio e quarzo.
Essendo una formazione minerale piuttosto rara, la saponite può essere abbondante in vari siti, ma nel complesso non è molto comune. In tutto il mondo sono noti poco più di 300 siti. Oltre alla sua località tipo, Lizard Point in Cornovaglia (Inghilterra), il minerale si trova anche a Coniston, Buxton e nel distretto di Mendip (nel Somerset), oltre che nei distretti di Antrim e di Down nell'Irlanda del Nord; Trotternish, Bowling (Strathclyde) e Barrhead in Scozia e Builth Wells in Galles.
Degno di nota per gli straordinari ritrovamenti di saponite è Monte Saint-Hilaire nelle colline canadesi di Montérégie, dove sono stati trovati cristalli di saponite frondosa fino a un centimetro di diametro.
In Germania, la saponite è stata trovata sul Feldberg (Foresta Nera, nel Baden-Württemberg; in diverse località della Franconia, della Bassa Baviera e dell'Alto Palatinato in Baviera; nei pressi di Allendorf (Greifenstein) e Ortenberg in Assia; nei pressi di Sankt Andreasberg in Bassa Sassonia; in diverse località dell'Eifel in Renania-Palatinato; vicino a Walhausen (Saar) nel Saarland e Schwarzenberg/Erzgeb in Sassonia.
In Austria, il minerale è stato finora trovato vicino al comune di Wolfsberg nella Koralpe e vicino a Sankt Paul im Lavanttal in Carinzia; vicino a Drosendorf in Bassa Austria e vicino a Klöch, Weitendorf e Leoben in Stiria. In Svizzera, Saponit si è finora esibito solo al Piz Mundin nel Gruppo di Samnaun nel Cantone dei Grigioni e al Ramsen SH nel Cantone di Sciaffusa.
Altri siti sono sparsi in tutto il mondo.
La saponite è stata trovata anche in campioni di roccia provenienti dalla Ninety East Ridge dell'Oceano Indiano e, al di fuori del pianeta Terra, su Marte.
Alte percentuali di saponite (superiori al 50% in volume) sono state trovate nelle carote di perforazione provenienti dalla zona di faglia di Sant'Andrea in California. Si presume che il minerale abbia un'influenza sulla dinamica dei terremoti riducendo l'attrito tra le placche continentali.

### Saponite sintetica
In generale, la formazione di saponiti è possibile in un'ampia gamma di condizioni idrotermali. Le condizioni moderate con temperature comprese tra 90 °C e 575 °C e pressioni fino a diversi kbar sono le più promettenti in termini di tasso di crescita, resa e purezza. I materiali di partenza più comuni nel processo sol-gel sono le fasi solide, come alluminosilicati, materiali vetrosi e gel, la cui composizione è vicina a quella del derivato o della modifica della saponite desiderata. La sintesi con ammonio o sodio in un mezzo acquoso alcalino è comune.
La saponite cataliticamente attiva può essere creata in particolare da ioni funzionali nello strato di silice tetraedrico. Ad esempio, un gruppo Si-O-Al (Al3+ al posto di Si4+) ha forti proprietà acide rispetto all'acido di Lewis. La superficie effettiva specifica può anche essere aumentata a oltre 500 m²/g mordenzando il magnesio ottaedrico o introducendo particelle tra gli strati di saponite.

## Forma in cui si presenta in natura
La saponite sviluppa aggregati minerali a grana fine, bulbosi o terrosi o massicci, ma anche da frondosi a fibrosi con una lucentezza simile al grasso sulle superfici. Solo raramente la saponite si trova anche sotto forma di minuscoli cristalli tabulari di forma pseudo-esagonale. In forma pura, la saponite è teoricamente incolore e trasparente. A causa della rifrazione multipla della luce dovuta a difetti di costruzione del reticolo o alla formazione policristallina, è praticamente sempre traslucida o opaca o assume un colore grigio, giallo, blu, verde, rossastro o marrone a causa di miscele estranee. Tuttavia, il colore del suo striscio è sempre bianco.

## Utilizzi
La saponite è occasionalmente utilizzata come sgrassatore naturale e per il trattamento dell'acqua. Come additivo nelle materie plastiche, la saponite può migliorare le proprietà meccaniche e ridurre la diffusione (adsorbati).
Le saponiti sintetiche hanno una composizione chimica definita e una superficie reattiva e fungono da sostituto delle zeoliti. A differenza dei pori delle zeoliti, le saponiti hanno una distanza tra gli strati più ampia e possono anche essere utilizzate come catalizzatore per molecole organiche più grandi, ad esempio nella polimerizzazione, nell'isomerizzazione e nel cracking.